# Marcilla
Marcilla és un municipi de Navarra, a la comarca de Ribera Arga-Aragón, dins la merindad d'Olite. Limita al nord amb Peralta, a l'est amb Caparroso, a l'oest amb Funes i al sud amb Villafranca/Alesbes

## Demografia
| Evolució demogràfica                                | Evolució demogràfica | Evolució demogràfica | Evolució demogràfica | Evolució demogràfica | Evolució demogràfica | Evolució demogràfica | Evolució demogràfica | Evolució demogràfica | Evolució demogràfica | Evolució demogràfica |
| 1996                                                | 1998                 | 1999                 | 2000                 | 2001                 | 2002                 | 2003                 | 2004                 | 2005                 | 2006                 | 2007                 |
| --------------------------------------------------- | -------------------- | -------------------- | -------------------- | -------------------- | -------------------- | -------------------- | -------------------- | -------------------- | -------------------- | -------------------- |
| 2 384                                               | 2 454                | 2 517                | 2 574                | 2 617                | 2 672                | 2 647                | 2 636                | 2 674                | 2 660                | 2 687                |
| Fonts: Marcilla i Institut d'Estadística de Navarra |                      |                      |                      |                      |                      |                      |                      |                      |                      |                      |

## Administració
| 1990 - 1995 | Francisca Catalán Fabo  | PSN-PSOE |  |
| 1995 - 1999 | Mª Jesús Moreno Garrido | AMI      |  |
| 1999 - 2003 | Félix Ascasso           | UPN      |  |
| 2003 - 2011 | José María Abárzuza     | PSN-PSOE |  |